# Ledeira eponae
Ledeira eponae är en insektsart som beskrevs av Irena Dworakowska 1994. Ledeira eponae ingår i släktet Ledeira och familjen dvärgstritar. Inga underarter finns listade i Catalogue of Life.